# Katsutoshi Nagasawa
Katsutoshi Nagasawa (長沢 勝俊 'Nagasawa Katsutoshi'?, 2 de agosto de 1923 – 10 de enero de  2008) fue un compositor de música clásica japonés. Nagasawa compuso piezas para instrumentos clásicos japoneses como el shakuhachi, el koto o el shamisen.
Nagasawa nació en 1923 en Tokio y se graduó en la Universidad de Nihon. Fue uno de los miembros fundadores de Pro Musica Nipponia (日本音楽集団) en 1964, un grupo de famosos compositores japoneses que disfruta interpretando composiciones clásicas y contemporáneas tanto de Japón como de Occidente.  La música del grupo se interpreta con instrumentos musicales tradicionales japoneses. A partir de 1949, también fue supervisor musical del teatro de marionetas “Puk.” En 1990, recibió la Medalla de la Cinta Púrpura del gobierno japonés. Ha participado en seis giras internacionales con Pro Musica Nipponia.

## Obras destacadas
- Two Dances para conjunto de música tradicional japonesa.[3]
- One Day in Spring para conjunto de música tradicional japonesa.
- Shikyokyu para solo de shakuhachi
- Hoshun para shakuhachi y koto
- Mayudama-no-uta para shakuhachi y koto
- Cuarteto para koto y jushichigen
- Two Pastorals para shakuhachi, koto y jushichigen